# Zé Paiva
José Luiz Martins Paiva, mais conhecido como Zé Paiva, (Porto Alegre, 29 de Agosto de 1961) é um fotógrafo brasileiro.

## Biografia
Formado em Engenharia Mecânica, pela Universidade Federal do Rio Grande do Sul.
Trocou a engenharia pela fotografia após longa viagem pela Europa e Norte da África em 1983.
Iniciou-se em fotojornalismo na sucursal do jornal O Globo em 1984. Trabalhou também, neste mesmo ano, no jornal Zero Hora, em Porto Alegre.
Mudou-se para Florianópolis em 1985, onde montou um estúdio fotográfico, especializando-se em fotografia de publicidade.
Estudou fotografia de grande formato e still-life no International Center of Photography, em Nova Iorque.
Ensinou fotografia na Universidade Estadual de Santa Catarina, (UDESC), na Fundação Universidade Regional de Blumenau, (FURB) e Escola Superior de Propaganda e Marketing de Porto Alegre, (ESPM), entre outros lugares.

## Obras
Em 2004, lançou o livro Santa Catarina – Cores e Sentimentos, pela Editora Escrituras. Concebeu e coordenou o projeto Expedição Natureza – Santa Catarina, que resultou em em um livro, lançado em 2005 pela editora Letras Contemporâneas e também em uma exposição que itinerou por 20 cidades catarinenses. Posteriormente realizou o projeto Expedição Natureza Gaúcha, que resultou da mesma forma em uma exposição fotográfica e em um livro, lançado em 2008 pela editora Metalivros em parceria com a Vista Imagens. Atualmente está realizando o projeto Expedição Natureza do Tocantins.

## Premiações
- 1984 - Menção especial - III Bienal da Fotografia Ecológica, Porto Alegre
- 1985 - 5º lugar Salão Bunkyo de Arte Fotográfica - São Paulo
- 1986 - Concurso Fotográfico Direitos da Criança - LADESC, Florianópolis
- 1995 - Destaque no VIII Prêmio Marc Ferrez de Fotografia FUNARTE, Rio de Janeiro
- 2002 - Prêmio Raulino Reitz de Conservação da Natureza, categoria arte-fotografia FATMA Fundação do Meio Ambiente – Florianópolis
- 2005 - Menção honrosa (2) no 3º International Photo Awards – Nova Iorque
- 2006 - Menção honrosa (2) no 4º International Photo Awards – Nova Iorque
- 2007 - Menção honrosa no PX3 Prix de la Photographie - Paris
- 2010 - Finalista do Prêmio Conrado Wessel

## Coleções
- 1985 - MASC – Museu de Arte de Santa Catarina
- 2009 - Coleção Pirelli/MASP – Museu de Arte de São Paulo 2009